# Jhonatan Solano
Jhonatan Solano (né le 12 août 1985 à Barranquilla, Colombie) est un receveur de la Ligue majeure de baseball.
Son frère cadet Donovan Solano est aussi joueur de baseball et il a fait ses débuts dans les majeures huit jours avant lui en 2012 avec Miami.

## Carrière
Jhonatan Solano commence sa carrière professionnelle dans les ligues mineures de baseball avec des clubs affiliés aux Nationals de Washington en 2006.
Il fait ses débuts dans le baseball majeur le 29 mai 2012 avec Washington, devenant le 13e joueur né en Colombie à atteindre la MLB. À son premier match, disputé contre l'équipe pour laquelle évolue depuis à peine huit jours son frère Donovan, Jhonatan Solano réussit son premier coup sûr en carrière, un double comme frappeur suppléant contre le lanceur des Marlins de Miami Heath Bell. Il réussit son premier coup de circuit le 12 juin suivant aux dépens du lanceur Henderson Álvarez des Blue Jays de Toronto. Solano récolte 11 coups sûrs en 12 matchs des Nationals en 2012. L'année suivante, il n'en réussit que 7 en 24 parties pour Washington. Il passe 2014 dans les ligues mineures avec les Chiefs de Syracuse, le club-école de la franchise.
En décembre, il signe un contrat des ligues mineures avec les Marlins de Miami. Il apparaît dans 7 matchs des Marlins en 2015.